# Mario Leguizamón
Mario Evaristo Leguizamón Martínez (Montevideo, 7 de julio de 1982) es un exfutbolista uruguayo. Jugaba de centrocampista en el Club Atlético Progreso de la Segunda División de Uruguay. Es padre de Guzmán Leguizamón quien juega en las inferiores de Wanderers.

## Trayectoria
Inició su carrera como futbolista en el Club Atlético Peñarol compartiendo camerino con Walter Pandiani, Cristian Rodríguez y Diego Pérez, equipo con el que disputó la Copa Libertadores 2004 y la Copa Sudamericana 2004. 
A mediados de 2006, luego de jugar por varios equipos uruguayos, llegó a la Universidad de San Martín. 
Con el cuadro peruano tuvo destacadas actuaciones y obtuvo el Campeonato Descentralizado 2007, primer título del club. Al año siguiente disputó la Copa Libertadores 2008, en la que anotó un gol frente al Club América de México, dándole la victoria a su equipo.
A pesar de sus buenas actuaciones, en abril de ese mismo año fue despedido del cuadro santo tras un inconveniente con la árbitro Silvia Reyes.
Tras dejar el Perú se fue a Ecuador, en donde fichó por el Emelec en julio de 2008 donde no llegó a clasificar a la liguilla final.
Al año siguiente tras haber estado entrenando con Peñarol, se fue a Venezuela para reforzar al Deportivo Táchira de cara a la Copa Libertadores 2009.
Luego regresó a su país para jugar en las filas del Durazno F. C.
En 2010, retornó al Perú para ponerse la camiseta del José Gálvez de Chimbote, equipo con el que terminó descendiendo al final del Campeonato Descentralizado 2010 pero a pesar de aquello Lisurita hizo una muy buena campaña siendo el máximo goleador de su equipo con 6 goles en 36 encuentros, uno de los mejores goles que jugó fue contra Alianza Lima anotándole 2 goles en el Estadio Alejandro Villanueva.
En 2011 intregó el equipo peruano Universidad César Vallejo de Trujillo, que se salvó del descenso en las últimas jornadas, además jugó la Copa Sudamericana 2011 además de anotarle un gol a Independiente de Santa Fe. En el año 2012 retornó a Uruguay al Rampla Juniors desciendiendo con el equipo. 
A inicios de 2013 fichó por Universitario de Deportes del Perú. Tras no ser tomado en cuenta por el técnico del club, en el mes de mayo decidió rescindir su contrato.
Firmó un contrato para jugar por el Atlético Huila de Colombia
Desde inicios de 2015, es jugador del Club Deportivo Olimpia de Honduras, uno de los mejores clubes de Centroamérica. 
Marcó su primer gol con el cuadro albo el 7 de febrero de 2015 por la Copa de Honduras 2015, en partido contra el Estrella Roja de Araulí.

## Selección nacional
Con la selección de fútbol de Uruguay disputó el Campeonato Sudamericano Sub-17 de 1999 donde fue uno de los goleadores, y el Campeonato Sudamericano Sub-20 de 2001 donde jugó los cuatro partidos y anotó un gol.

## Clubes
| Club                                   | País      | Año         |
| -------------------------------------- | --------- | ----------- |
| Peñarol                                | Uruguay   | 2000 - 2001 |
| Plaza Colonia                          | Uruguay   | 2002 - 2003 |
| Peñarol                                | Uruguay   | 2004        |
| Deportivo Colonia                      | Uruguay   | 2005        |
| Montevideo Wanderers                   | Uruguay   | 2006        |
| Universidad de San Martín              | Perú      | 2006 - 2008 |
| Emelec                                 | Ecuador   | 2008        |
| Deportivo Táchira                      | Venezuela | 2009        |
| Durazno F. C.                          | Uruguay   | 2009        |
| José Gálvez                            | Perú      | 2010        |
| Club Guaraní                           | Paraguay  | 2011        |
| Universidad César Vallejo              | Perú      | 2011        |
| Rampla Juniors                         | Uruguay   | 2012        |
| Cienciano                              | Perú      | 2012        |
| Universitario de Deportes              | Perú      | 2013        |
| Atlético Huila                         | Colombia  | 2013        |
| Plaza Colonia                          | Uruguay   | 2014        |
| Olimpia                                | Honduras  | 2015 - 2015 |
| Club Social y Deportivo Villa Española | Uruguay   | 2015 - 2016 |
| River Plate                            | Uruguay   | 2016        |
| Progreso                               | Uruguay   | 2016 - 2017 |

## Palmarés

### Campeonatos nacionales
| Título                    | Club                      | País     | Año  |
| ------------------------- | ------------------------- | -------- | ---- |
| Torneo Apertura           | Universidad de San Martín | Perú     | 2007 |
| Primera División del Perú | Universidad de San Martín | Perú     | 2007 |
| Primera División del Perú | Universidad de San Martín | Perú     | 2008 |
| Copa de Honduras          | Olimpia                   | Honduras | 2015 |
| Liga Nacional de Honduras | Olimpia                   | Honduras | 2015 |